# 朝鮮総督府令
朝鮮総督府令（ちょうせんそうとくふれい、旧字体：朝鮮總督府令、朝鮮語: 조선총독부령 / 朝鮮總督府令）は、日本統治時代の朝鮮において、朝鮮総督府官制4条（明治43年9月30日勅令第354号）に基づき、職権又は特別の委任により朝鮮総督が発する命令であり、朝鮮総督府令は1年以下の懲役もしくは禁錮、拘留、200円以下の罰金または科料を科すことが可能であった。ここでは、その前身である統監府令についても解説する。
内地において法律事項とされたものは、法律に代わる命令として勅裁を得て朝鮮総督が制定する制令でされており、朝鮮総督府令はその下位法令である。従って内地における勅令又は省令相当になる。なお、朝鮮総督府において内部の局が命令を発する権限はない。

## 統監府令
明治38年（1905年）に第二次日韓協約に基づいて統監府が設置された際、また、統監は、統監府令を発し、これに1年以下の禁錮又は又は100円以下の罰金の罰則を科すことができるとされた（統監府及理事庁官制第7条）。
明治43年（1910年）8月29日韓国併合により朝鮮総督府が設置されたが、統監府及び所属官署は、当分の間存続し、朝鮮総督の職務は統監が行使するとされた。そのため、10月1日に朝鮮総督府官制が施行され、朝鮮総督府令が制定されるまでの間、統監府令が継続して制定された。

## 公布式

### 統監府令
統監府令の公布式については、明治39年1月19日統監府令第4号の統監府令公文式第2条により漢城新報により布告すると規定された。

#### 改正
明治39年8月30日統監府令第31号の統監府令公文式中改正－漢城新報による布告から京城日報による布告に改正。
明治42年3月31日統監府令第4号の統監府令公文式中改正－京城日報による布告から統監府公報による布告に改正。
明治43年8月29日統監府令第51号の統監府令公文式中改正－統監府公報による布告から朝鮮総督府官報による布告に改正。

### 朝鮮総督府令
朝鮮総督府令の公布式については、明治43年10月1日朝鮮総督府令第1号の朝鮮総督府令公文式第2条により朝鮮総督府官報により布告すると規定された。
統監府令は、内地の官報にすべて掲載されており、朝鮮総督府令は、内地の官報に、昭和16年（1941年）制定分まで掲載された。最後の掲載は、昭和16年12月31日朝鮮総督府令第348号の郵便貯金払戻の戦時特別取扱に関する件であり、昭和17年（1942年）3月11日付け官報に掲載された。

## 最初の統監府令
統監府令の第1号は、明治39年1月11日統監府令第1号として制定された「郵便法郵便為替法等施行ニ関シ逓信省令及告示ニ依ルノ件」である。

## 最後の統監府令
統監府令の最後のものは、明治43年9月30日統監府令第62号として制定された「明治四十三年府令第二十号出版規則ニ関スルノ件」である。

## 最初の朝鮮総督府令
朝鮮総督府令の第1号は、明治43年10月1日朝鮮総督府令第1号として制定された「朝鮮総督府令公文式」である。

## 最後の朝鮮総督府令
朝鮮総督府令の最後のものは、昭和20年8月15日朝鮮総督府令第181号として制定された「緊急郵便規則中改正」である。

## 統監府令、鮮総督府令の総制定数
統監府令の総制定数は、230件、朝鮮総督府令の総制定数は、6319件である。
官報及び朝鮮總督府官報から検索して作成。
備考　昭和2年朝鮮総督府令第130号は重複があったが、物件売払代金延納規則件中改正は取消（12月22日朝鮮総督府官報第295号）のため数には含めない。
次の府令は、存在が確認できないが、欠番ではなく掲載の朝鮮総督府官報の散逸として数に含める、
- 昭和17年朝鮮総督府令第4号
- 昭和19年朝鮮総督府令第124号から第152号
- 昭和20年朝鮮総督府令第165号

| 年     | 統監府令 | 朝鮮総督府令 | 合計 |
| ------ | -------- | ------------ | ---- |
| 1907   | 46       |              |      |
| 1908   | 51       |              |      |
| 1909   | 71       |              |      |
| 1910   | 62       | 68           | 82   |
| 1911   |          | 157          | 239  |
| 1912   |          | 178          | 417  |
| 1913   |          | 112          | 529  |
| 1914   |          | 181          | 710  |
| 1915   |          | 129          | 839  |
| 1916   |          | 104          | 943  |
| 1917   |          | 103          | 1046 |
| 1918   |          | 118          | 1164 |
| 1919   |          | 203          | 1367 |
| 1920   |          | 200          | 1567 |
| 1921   |          | 158          | 1725 |
| 1922   |          | 158          | 1883 |
| 1923   |          | 136          | 2019 |
| 1924   |          | 94           | 2113 |
| 1925   |          | 114          | 2227 |
| 1926   |          | 98           | 2325 |
| 1927   |          | 135          | 2460 |
| 1928   |          | 86           | 2546 |
| 1929   |          | 133          | 2679 |
| 1930   |          | 111          | 2790 |
| 1931   |          | 154          | 2944 |
| 1932   |          | 132          | 3076 |
| 1933   |          | 150          | 3226 |
| 1934   |          | 133          | 3359 |
| 1935   |          | 158          | 3517 |
| 1936   |          | 135          | 3652 |
| 1937   |          | 212          | 3864 |
| 1938   |          | 253          | 4117 |
| 1939   |          | 235          | 4352 |
| 1940   |          | 311          | 4663 |
| 1941   |          | 348          | 5011 |
| 1942   |          | 316          | 5327 |
| 1943   |          | 409          | 5736 |
| 1944   |          | 416          | 6152 |
| 1945   |          | 181          | 6333 |
|        |          |              |      |
| 計     | 230      | 6319         |      |
|        |          |              |      |
| 総合計 |          |              | 6549 |